# Johannes Zorn

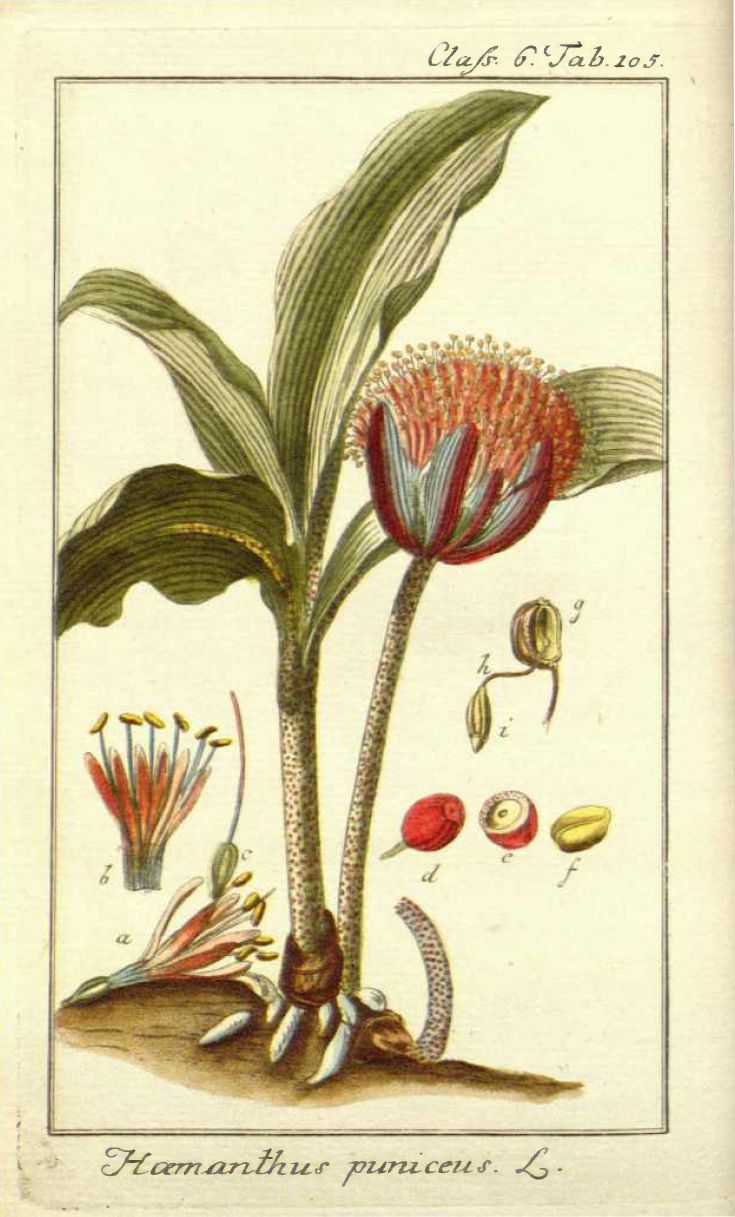
Scadoxus puniceus
door Johannes Zorn

Johannes Zorn (1739, Kempten - 1799) was een Duits apotheker, botanicus en botanisch illustrator.
Zorn werd apotheker in zijn woonplaats na zijn opleiding tot farmaceut. Hij maakte uitgebreide reizen door Europa op zoek naar geneeskrachtige planten, en tussen 1779 en 1790 publiceerde hij het zesdelige "Icones plantarum medicinalium" in Neurenberg, waarin hij 600 geneeskrachtige planten van beschrijvingen en zelfgemaakte illustraties had voorzien. Nadien werd dit in 1796 uitgegeven als het eveneens zesdelige "Afbeeldingen der Artseny-Gewassen met Derzelver Nederduitsche en Latynsche Beschryvingen" in Amsterdam door J. C. Sepp & Zoon. De illustraties bestonden uit 600 met de hand ingekleurde etsen, en de Nederlandse beschrijvingen kwamen uit "Natuurlijke Historie" van Martinus Houttuyn. Een zeldzame aanvulling uit 1813 gemaakt door Adolphus Ypey bevat nog eens 100 illustraties. Later werden hier nog 12 illustraties en 12 pagina's tekst aan toegevoegd.
Hij had een voorliefde voor flora afkomstig uit de Nieuwe Wereld en gaf hier een boek over uit getiteld "Dreyhundert auserlesene amerikanische Gewachse". Dit boek bevat 250 ingekleurde illustraties, waarvan het merendeel is gemodelleerd naar illustraties uit "Selectarum Stirpium Americanarum Historia" van Nikolaus Joseph von Jacquin. De in de tuinen van het Schloss Schönbrunn werkzame Jacquin werd door keizer Keizer Frans I Stefan erop uitgestuurd naar Amerika om daar exotische planten te verzamelen voor de paleistuinen. Honderden planten uit de Caraïben werden door Jacquin naar het paleis gebracht, en hij publiceerde zijn prachtig geïllustreerde boek hierover in 1763. Het boek was echter nogal prijzig, en de meer schappelijk geprijsde editie van Zorn bevat met de hand ingekleurde illustraties die kleiner zijn dan de oorspronkelijke etsen.
Hij is vereeuwigd in het geslacht Zornia. Men gebruikt de auteursafkorting "Zorn" wanneer men een botanische naam citeert.